# سلفی فضایی

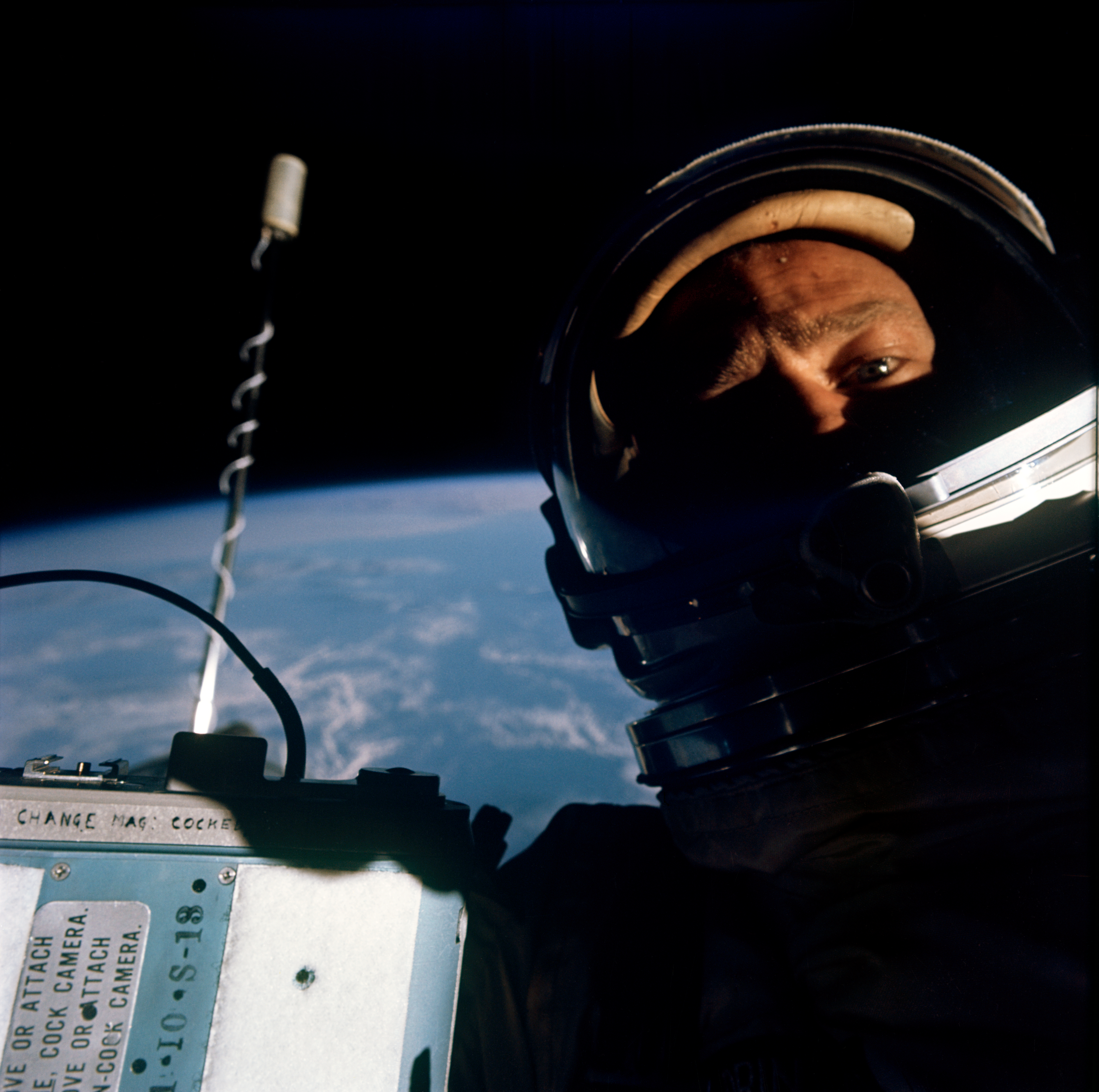
باز آلدرین، ثبت‌کنندهٔ نخستین سلفی فضایی است

سلفی فضایی (انگلیسی: Space selfie) عنوان سلفی‌هایی است که توسط فضانوردان و در فضای پیرامونی زمین گرفته می‌شود. این‌گونه سلفی‌ها می‌توانند توسط فضانوردان، فضاپیماها، ربات‌ها و همچنین سطح‌نوردها ثبت شوند. به دلیل شرایط خاص اینگونه از سلفی‌ها، گاهی برای ثبت آنها از شیوه‌ها و روش‌های غیر مستقیم استفاده می‌شود.

## فضانوردان
اولین سلفی فضایی مستند و شناخته‌شده، توسط باز آلدرین در حین مأموریت پروژه جمینای ۱۲ گرفته شد. احتمالاً، در طی پروژه جمینای ۱۰ نیز چنین چیزی توسط مایکل کالینز ثبت‌شده باشد اما در هر صورت، تصویری که باز آلدرین ثبت کرد، امروزه به عنوان نخستین مورد در این زمینه شناخته می‌شود. تجهیزات فعالیت اضافی و جانبی برای راهپیمایی فضایی که مورد استفادهٔ فضانوردان قرار می‌گیرد معمولاً شامل یک دوربین مخصوص طراحی شده برای عکاسی در فضای بیرونی نیز می‌باشد. هدف اصلی از نصب چنین دوربینی، عکسبرداری از افراد مرتبط با ماموریت‌های مختلف است. سلفی‌های فضایی بسیار زیادی وجود داشته‌است که در برخی از آنها، از انعکاس روکش کلاه ایمنی فضانوردان دیگر یا خودشان به عنوان آیینه استفاده شده‌است. در سال‌های اخیر، برخی از این سلفی‌ها از شهرت فزاینده‌ای برخوردار شدند که از میان مهمترین آنها می‌توان به دونالد پتی و استیون رابینسن اشاره داشت. پتی، سلفی خودش را در طی پروژه اکسپدیشن ۶ و در ژانویه ۲۰۰۳ ثبت کرده بود.

## نگارخانه

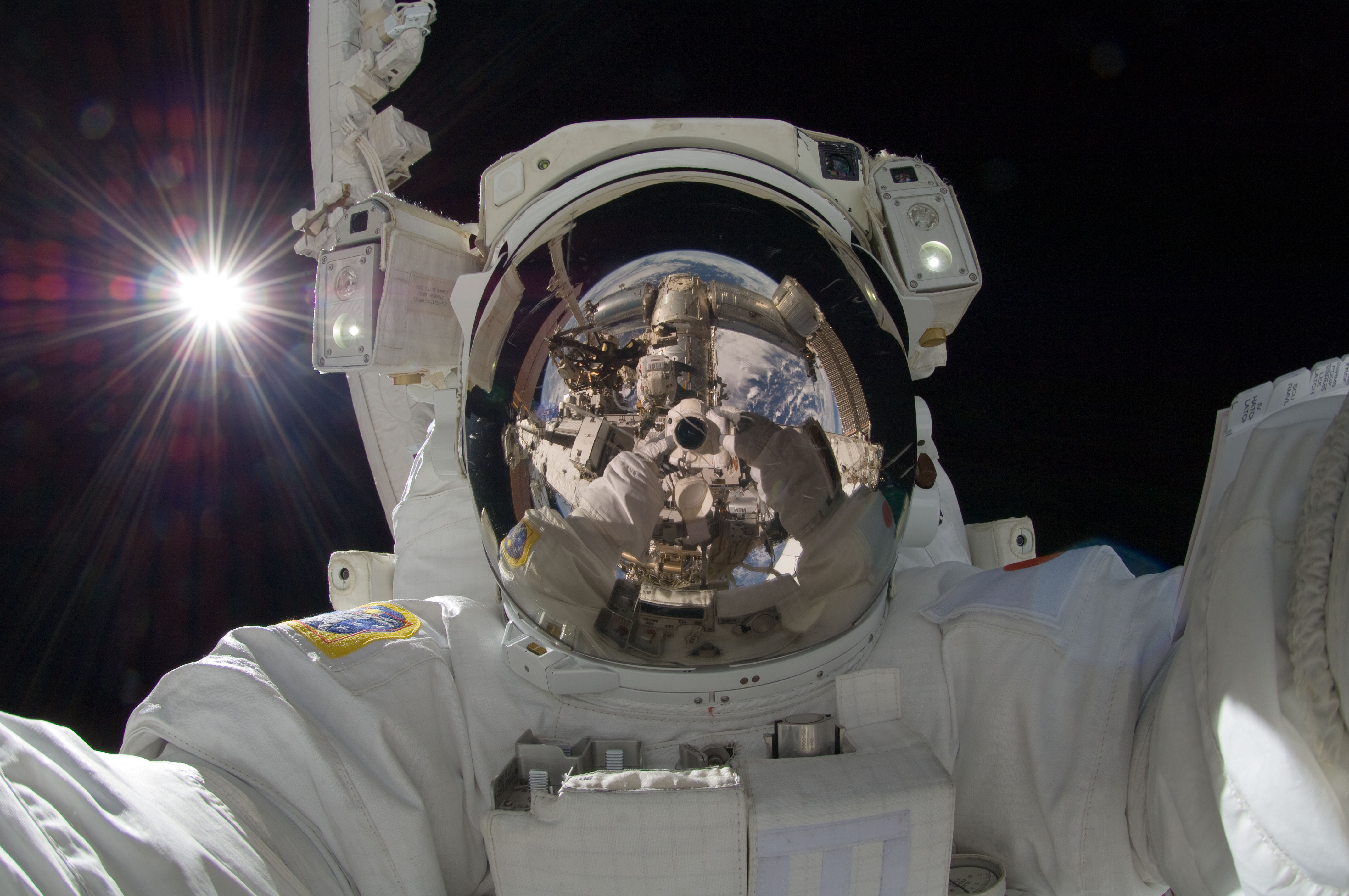
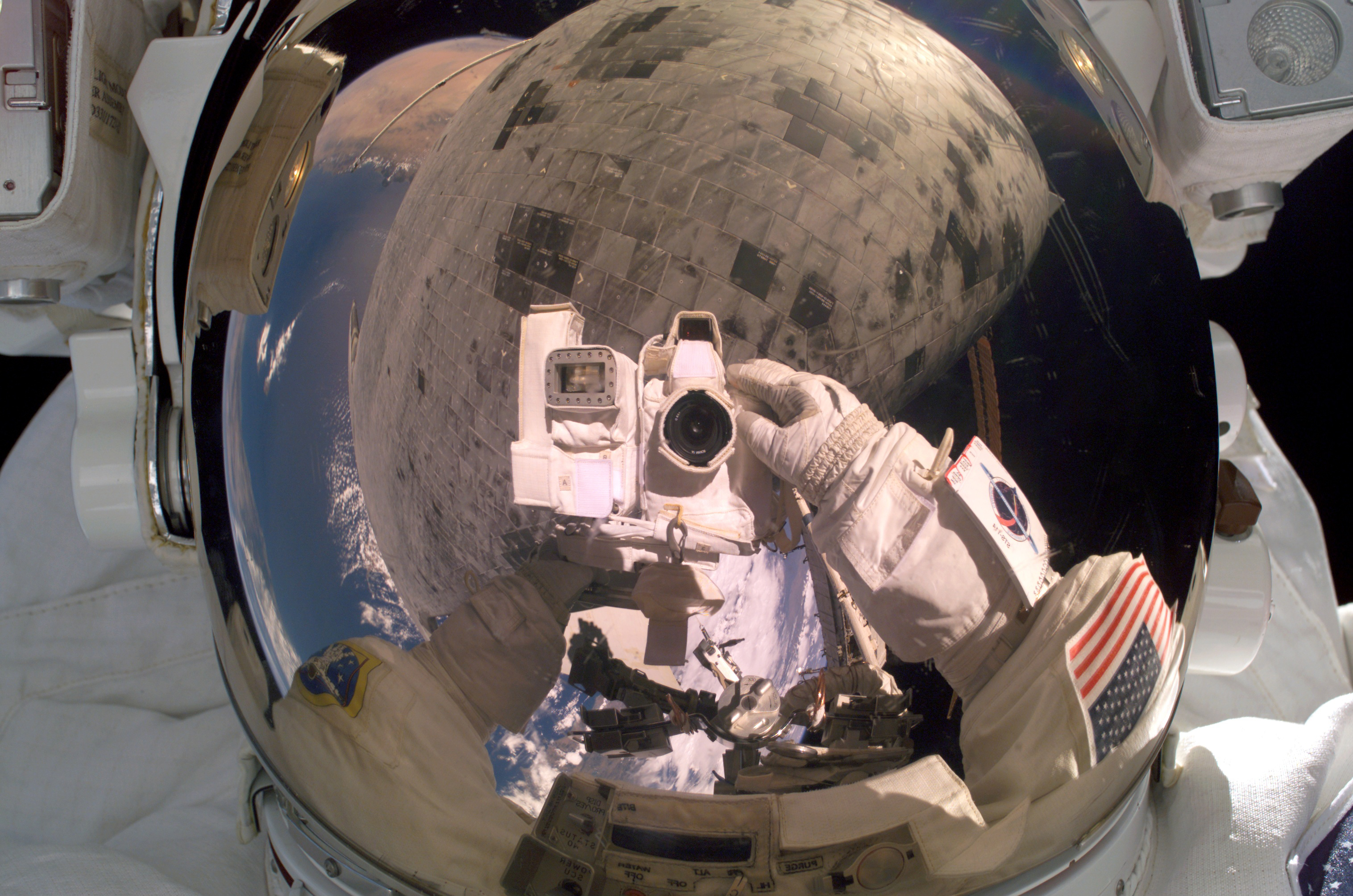